# ایجیرو یاناگی
ایجیرو یاناگی (انگلیسی: Eijirō Yanagi؛ ۱۶ سپتامبر ۱۸۹۵ – ۲۴ آوریل ۱۹۸۴) هنرپیشه اهل ژاپن بود. از فیلم‌هایی که وی در آن نقش داشته است، می‌توان به ابله، بوشیدو، حماسه سامورایی، زندگی اوهارو و شین هیکه‌مونوگاتاری اشاره کرد.